# Saint-Germier (Haute-Garonne)
Saint-Germier település Franciaországban, Haute-Garonne megyében. Lakosainak száma 120 fő (2022. január 1.). Saint-Germier Caragoudes, Cessales, Mourvilles-Basses, Toutens, Trébons-sur-la-Grasse és Varennes községekkel határos.

## Népesség
A település népessége az elmúlt években az alábbi módon változott:
| Lakosok száma | 69   | 75   | 72   | 94   | 105  | 111  | 111  | 116  | 118  | 120  |
|               | 1968 | 1982 | 1990 | 2006 | 2013 | 2015 | 2017 | 2019 | 2020 | 2022 |